# N-110
La N-110 es una carretera nacional española que desde Soria comunica todo el sur de la comunidad de Castilla y León y el Valle del Jerte, en el norte de Extremadura. Su trazado es el siguiente: Soria-San Esteban de Gormaz-Segovia-Ávila-Plasencia.
Parte de su recorrido formó parte de la antigua carretera Villacastín-Vigo.

## Recorrido
Desde la ciudad de Soria su trazado coincide con el de la  N-122  hasta el km 66, siendo el km 67, a la entrada de San Esteban de Gormaz, el primero en aparecer señalado expresamente como perteneciente a la  N-110 . La carretera atraviesa esta localidad y cruza el río Duero (km 70) a través de su puente medieval. 
En el km 90 se entra en la provincia de Segovia hasta llegar en el km 128, donde su trazado se solapa con la  E-5   A-1   N-1 , dirección Madrid, y reanuda en el km 135. Se prevé su desdoblamiento y conversión en autopista en el tramo  A-1  (km 135)-Segovia (km 187).
Desde allí hasta Segovia atraviesa las localidades de Casla, Arcones, Collado Hermoso y Torrecaballeros donde se le une la  SG-P-6121  y la  Cañada Real Soriana Occidental . En el km 187 intersecciona con la variante de Segovia  SG-20  que rodea la ciudad de noroeste a sur, donde se cruza con la autovía autonómica  A-601  (Valladolid - Segovia) y con la  N-603  y la autopista de peaje  AP-61  que se dirigen a Madrid.
Después de cruzar Segovia, la carretera discurre cerca del aeródromo de Fuentemilanos pasando por las salidas a Perogordo, Madrona y Guijasalbas se dirige a Villacastín, localidad en la que se cruza con la  N-6  y la Autopista del Noroeste  AP-6  (Madrid-La Coruña). Su trazado discurre paralelo a la autopista de peaje  AP-51  entre Villacastín y Ávila. 
En la circunvalación de Ávila  AV-20  enlaza con la  N-403  (Adanero - Toledo), la  A-50   N-501  (Ávila - Salamanca). Su trazado discurre hacia el oeste por el Valle de Amblés y a la altura de La Serrada enlaza con la  N-502 , que se dirige a Talavera de la Reina y a Córdoba. Con un trazado muy recto pasa por Muñogalindo y al llegar a La Torre atraviesa el río Paradillo mediante un puente de un solo arco después de una curva bastante pronunciada. A la altura de Muñana está el enlace con la  AV-120  hacia el Puerto de las Fuentes y con la  AV-993  hacia el Puerto de Menga (1 586 m). Después, se acerca a Villatoro, que circunvala y comienza la subida del Puerto de Villatoro. En lo alto de dicho puerto sale la carretera para Villanueva del Campillo. En el descenso hacia el Valle del Corneja atraviesa Casas del Puerto de Villatoro, deja a la izquierda a Villafranca de la Sierra, pasa por San Miguel de Corneja camino de Piedrahíta donde enlaza con la  AV-932  hacia el Puerto de Peñanegra (1 909 m), con la  CL-510  hacia Salamanca y con la  AV-102  hacia Sorihuela y Béjar. Camino del Barco de Ávila pasa por Santiago del Collado, La Aldehuela, Santa María de los Caballeros y San Lorenzo de Tormes. En Barco de Ávila enlaza con la  AV-941  hacia Venta Rasquilla y con la  AV-100  hacia Vallejera de Riofrío y continua hacia el Puerto de Tornavacas pasando por La Carrera y Puerto Castilla. En el alto del puerto está el límite entre Extremadura y Castilla y León. 
En el descenso por el Valle del Jerte pasa por Tornavacas, Jerte, Cabezuela del Valle y Navaconcejo hasta llegar finalmente a Plasencia, enlazando con  EX-203 , la  EX-208  y finaliza en la  N-630 , donde enlaza con la  EX-A1  (Navalmoral de la Mata - Moraleja) y la Autovía Ruta de la Plata  E-803   A-66 .

## Enlaces

### Tramo Soria -E-5A-1
| Localidad                  | Enlace                                                                                 | Carretera que enlaza               |
| -------------------------- | -------------------------------------------------------------------------------------- | ---------------------------------- |
| Soria                      | Almazán - Madrid Calatayud - Teruel Ágreda - Zaragoza Garray - Logroño Abejar - Burgos | A-15 N-111 N-234 N-122 N-111 N-234 |
| Golmayo                    |                                                                                        |                                    |
|                            | Carbonera de Frentes                                                                   | SO-P-4094                          |
|                            | Fuentetoba                                                                             | SO-P-5029                          |
| Villaciervos               |                                                                                        |                                    |
|                            | Villaciervitos                                                                         | SO-P-4047                          |
|                            | El Burgo de Osma - Valladolid                                                          | A-11                               |
| Venta Nueva                | Soria Nódalo - Almazán Aldehuela de Calatañazor - Abejar                               | A-11 SO-110 SO-910                 |
|                            | Calatañazor                                                                            | SO-P-5026                          |
|                            | Rioseco                                                                                | SO-P-4049                          |
|                            | Blacos                                                                                 | SO-P-5031                          |
|                            | Torreblacos Rioseco                                                                    | SO-P-5032 SO-P-4046                |
| Valdealvillo               |                                                                                        |                                    |
| Torralba del Burgo         |                                                                                        |                                    |
|                            | El Burgo de Osma - Valladolid Santiuste                                                | A-11 SO-P-4051                     |
|                            | Valdenarros                                                                            | SO-P-4050                          |
|                            | Soria - San Esteban de Gormaz - Valladolid Almazán                                     | A-11 CL-116                        |
| El Burgo de Osma           | San Leonardo                                                                           | SO-920                             |
| Cdad. de Osma              | La Rasa - Recuerda Berzosa                                                             | SO-160 SO-P-5007                   |
|                            | Soria Alcubilla del Marqués                                                            | A-11 SO-P-4027                     |
|                            | Aranda de Duero - Valladolid                                                           | N-122                              |
| San Esteban de Gormaz      | Atauta - Montejo de Tiermes                                                            | SO-P-4003                          |
|                            | Soto de San Esteban                                                                    | SO-P-4009                          |
|                            | Aldea de San Esteban - Miño de San Esteban                                             | SO-P-4004                          |
|                            | Peñalba de San Esteban                                                                 |                                    |
|                            | Piquera de San Esteban                                                                 | SO-P-4014                          |
|                            | Fuentecambrón - Miño de San Esteban                                                    | SO-P-4008                          |
|                            | Cenegro                                                                                | SO-P-4007                          |
| Indicador ProvinciaSegovia | Provincia de Segovia / Provincia de Soria                                              | Indicador provincial español Soria |
|                            | Torraño                                                                                | SO-P-4010                          |
|                            | Ayllón Cuevas de Ayllón Aranda de Duero Atienza                                        | N-110a SG-135 SG-945 SG-145        |
|                            | Ayllón (oeste) Santa María de Riaza Polígono Industrial                                |                                    |
|                            | Corral de Ayllón                                                                       | SG-V-9111                          |
|                            | Saldaña de Ayllón Corral de Ayllón                                                     | SG-V-1115                          |
|                            | Ribota                                                                                 | SG-V-1113                          |
|                            | Cincovillas Pajares de Fresno                                                          | SG-V-9115                          |
|                            | Riaza                                                                                  |                                    |
|                            | Riaza La Pinilla estación de esquí camino                                              | SG-112                             |
|                            | Riaza Las Praderonas                                                                   |                                    |
|                            | Castillejo de Mesleón                                                                  | SG-911                             |
|                            | Sotos de Sepúlveda Castillejo de Mesleón                                               | SG-119                             |
|                            | La Pinilla estación de esquí                                                           | SG-115                             |
|                            | Cerezo de Arriba                                                                       |                                    |
|                            | Cerezo de Arriba                                                                       |                                    |
|                            | Burgos Madrid Cerezo de Abajo                                                          | E-5 A-1 N-1                        |

## Vías paralelas
En la actualidad hay varias autovías o autopistas que van paralelas, con tramos en construcción.
- Entre Soria y San Esteban de Gormaz, trazado que coincide con el de la  N-122 , está en construcción la Autovía del Duero  A-11  (Soria - San Martín del Pedroso).
- Entre Cerezo de Abajo y Santo Tomé del Puerto, trazado que coincide con el de la  N-1 , se corresponde con la Autovía del Norte  E-05  A-1  (Madrid - Irún), en servicio.
- Entre la  N-1  y Segovia, se prevé su desdoblamiento y conversión en autopista.
- Segovia se circunvala mediante la  SG-20 , en servicio.
- Entre Villacastín y Ávila el corredor se corresponde con la autopista de peaje  AP-51 , en servicio.
- Ávila se circunvala mediante la  AV-20 , en servicio.
- Entre Ávila y el enlace con la  N-502 , está en construcción la autovía  A-51 .

## Puertos de montaña
- Puerto de Villatoro, de 1 351 m s. n. m.
- Puerto de Tornavacas, de 1 275 m s. n. m.